# Smedarna
Smedarna är ett finlandssvenskt spelmanslag som spelar folkmusik. Den grundades i Smedsby (Korsholm) 1977. Gruppens första ledare var Sture Mans. Smedarna spelar äldre och nyare folkmusik med en egen stil, i syfte att utveckla musiken med egna arrangemang. Smedarna spelar också gammal dansmusik med en dansvänlig repertoar.[källa behövs] De har utgivit musikkassetten Låtar från Korsholm och Mellersta Österbotten (1983).
De senaste åren har Smedarna bestått av cirka 12 medlemmar som spelar dragspel, fiol, gitarr, bas och trummor.[källa behövs] År 2022 var Dan Lillas gruppens ledare. Spelmanslaget tillhör riksföreningen Finlands svenska spelmansförbund.